# Otto Schreiner
Waldemar Theobald Otto Schreiner (* 17. Juli 1816 in Frankfurt (Oder); † 2. April 1898 in Berlin) war ein deutscher Berliner Kommunalpolitiker.

## Leben
Schreiner war in Berlin ab 1844 zunächst beim Kammergericht und ab dem 18. Dezember 1844 beim Berliner Stadtgericht tätig. 1851 wurde er Stadtrichter. Die Stadtverordnetenversammlung wählte ihn am 17. März 1853 zum unbesoldeten Stadtrat. In diesem Amt wurde er am 6. September 1888 letztmals bestätigt. Schreiner widmete sich vor allem der städtischen Armenverwaltung und ihrer wirksamen Reorganisation. Er war ab dem 7. April 1853 Kodezernent der Armenverwaltung. 1873 trat Schreiner an die Spitze der Schuldeputation, die er bis zu seiner Pensionierung am 1. Januar 1893 leitete.
Als langjähriger ehrenamtlicher Stadtrat trug Schreiner ab 1892 den Ehrentitel Stadtältester. Noch zu Lebzeiten wurde nach ihm die Schreinerstraße im Berliner Stadtteil Friedrichshain benannt. Er war Mitglied der Berliner Freimaurerloge Zum goldenen Schiff.